# Noonamyia palawanensis
Noonamyia palawanensis är en tvåvingeart som beskrevs av Elisabeth K. Stuckenberg 1971. Noonamyia palawanensis ingår i släktet Noonamyia och familjen lövflugor. Inga underarter finns listade i Catalogue of Life.